# Stenygra histrio
Stenygra histrio là một loài bọ cánh cứng trong họ Cerambycidae.